# ووکانی
ووکانی (به مجاری:  Vokány) یک منطقهٔ مسکونی در مجارستان است که در ناحیه شیکلوش واقع شده‌است.